# Nécropole nationale d'Ambly-sur-Meuse
De Nécropole nationale d'Ambly-sur-Meuse is een begraafplaats met 111 Franse soldaten uit de Eerste Wereldoorlog in de gemeente Ambly-sur-Meuse in het departement Meuse in de regio Grand Est.